# Rhantus supranubicus
Rhantus supranubicus är en skalbaggsart som beskrevs av Michael Balke 2001. Rhantus supranubicus ingår i släktet Rhantus och familjen dykare. Inga underarter finns listade i Catalogue of Life.